# Ewa Serocka
Ewa Aleksandra Serocka z domu Weideman (ur. 20 grudnia 1940 w Warszawie) – polska polityk, senator V kadencji.

## Życiorys
Wraz z rodziną została wysiedlona po powstaniu warszawskim i zamieszkała w Gdańsku. W 1959 ukończyła liceum ogólnokształcące w Sopocie i podjęła pracę zawodową. W 1972 ukończyła studia na Wydziale Prawa i Administracji Uniwersytetu Gdańskiego. W latach 1974–1980 była zastępcą dyrektora Wydziału Zatrudnienia i Spraw Socjalnych Urzędu Wojewódzkiego w Gdańsku, następnie zastępcą dyrektora Wojewódzkiego Przedsiębiorstwa Instalacji Sanitarnych w Gdyni, dyrektorem Miejskiego Zespołu Ekonomiczno-Administracyjnego Szkół w Sopocie oraz dyrektorem Przedsiębiorstwa Zaopatrzenia Szkół „Cezas” w Gdańsku. W 1989 (po wypadku samochodowym) przeszła na rentę. Później kierowała w niepełnym wymiarze czasu Biurem Turystycznym „Logostour” w Gdańsku oraz zajmowała się pracami zleconymi z prawa pracy i prawa administracyjnego.
W latach 1970–1990 należała do PZPR, później do Socjaldemokracji RP, w 1999 przystąpiła do Sojuszu Lewicy Demokratycznej. W latach 2001–2005 zasiadała w Senacie z okręgu gdyńskiego, biorąc udział w pracach Komisji Spraw Unii Europejskiej oraz Komisji Ustawodawstwa i Praworządności. Reprezentowała Senat w Krajowej Radzie Sądownictwa. W 2004 bez powodzenia kandydowała do Parlamentu Europejskiego, a w 2005 nie została ponownie wybrana do Senatu. Bezskutecznie startowała także w 2010 do sejmiku pomorskiego i w 2014 ponownie do PE.

## Życie prywatne
Zamężna (mąż Janusz), ma syna Pawła.